# Disgelo
In glaciologia con il termine disgelo si intende il processo di durata e occorrenza variabile che porta alla fusione dell'acqua solida sotto forma di ghiaccio e neve presenti al suolo in acqua allo stato liquido.

## Descrizione
È un processo che si accompagna all'innalzamento della temperatura dell'aria al di sopra del punto di fusione o congelamento cioè 0 °C, eventualmente anche a precipitazioni piovose e alla progressiva ripresa dell'attività vegetativa della vegetazione. 

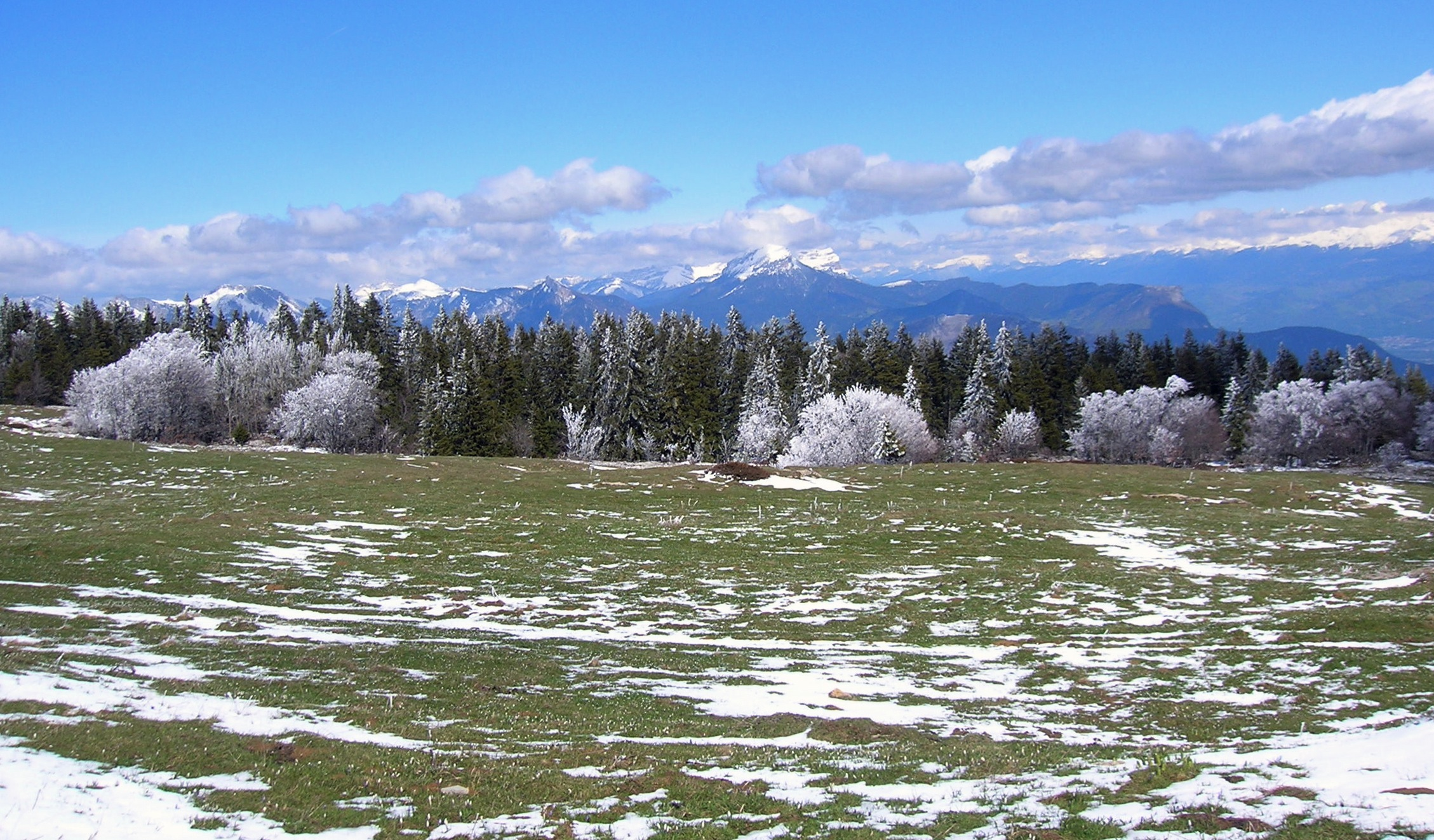
25 aprile 2016: disgelo nella zona protetta della Molière, a Engins in Francia.

Tipicamente avviene con ciclicità annuale in seguito alla stagione invernale cioè in primavera ed estate nelle zone della Terra a clima temperato per la fusione delle nevi in montagna, ma può occorrere a scala locale anche in collina o pianura in seguito alla cessazione di ondate di freddo e mutamento della circolazione atmosferica. Sono soggette a disgelo anche parte delle regioni di latitudine polari in primavera-estate.
L'acqua fusa ha un importante ruolo nel ciclo idrologico in quanto tende ad alimentare fiumi e laghi e permette l'infiltrazione delle acque nel sottosuolo rendendosi disponibile alla vegetazione o accumulandosi in profondità nelle falde acquifere e nelle riserve idriche. Rapidi e intensi disgeli possono invece portare a piene di fiumi e instabilità geologica dei pendii a rischio idrogeologico.
Negli ultimi 150 anni i mutamenti climatici hanno portato sempre più al disgelo o fusione delle nevi perenni cioè al ritiro dei ghiacciai continentali, del permafrost e parte delle banchise polari che insieme testimoniano l'avvenuto riscaldamento globale in atto.